# Blattidae
A Blattidae család a Blattodea rendbe tartozó rovarokat foglal magában, és körülbelül 4500 fajt ölel fel. Az egyes fajok változatos méretűek, alakúak és színűek lehetnek, és számos életteret elfoglalhatnak, beleértve a trópusi, szubtrópusi és mérsékelt éghajlatokat is.
A Blattidae családhoz tartozó csótányok általában rovarok, amelyek a talajon, fák között, vagy az emberi lakóhelyeken találhatók meg. Az elágazó anténáik és a szőrborításuk segíti őket az érzékelésben, míg a lapos testfelépítésük lehetővé teszi számukra, hogy szűk repedésekben és sötét helyeken rejtekhelyet találjanak.

## Felépítés
A családhoz tartozó fajok gyakran szárnyasak, de nem mindegyikük, és a szárnyak mérete és kialakítása is változhat fajról fajra. A szárnyak általában a repülésre való képességüket szolgálják, bár egyesek inkább másznak vagy ásnak, mintsem repülnek.

## Életciklus
A Blattidae család körébe tartozó csótányok életciklusa tipikusan tojás, lárva, báb, majd kifejlett egyed szakaszokat foglal magában. A tojásokat általában a talajba vagy más védett helyekre rakják, ahol kikelnek a lárva stádiumokból, majd felnőtté fejlődnek.

## Szerepe a természetben
Ezen rovarok jelentős szerepet játszanak az ökoszisztémákban, a bomló növényi anyagok lebontásában és a talaj tápanyagkörének újratermelésében. Ugyanakkor néhány fajuk kártevőként ismert, mivel az emberi lakóhelyeken és élelmiszeripari létesítményekben jelentős károkat okozhatnak.
A Blattidae családhoz tartozó csótányok biológiai sokfélesége és számos környezeti körülményekhez való alkalmazkodása miatt az entomológusok számára izgalmas objektumok, amelyek tanulmányozásuk révén hozzájárulhatnak az ökológia és az evolúció jobb megértéséhez.

## Védekezés
Ebben a családban lehet megtalálni a kártevő fajok nagy részét pl:Német csótány a Konyhai csótány és a Periplaneta fajok.
A csótányok elleni védekezés és irtás számos módszert magában foglal, beleértve a rovarirtó szerek, csapdázás és a higiéniai intézkedéseket is. A tudományos kutatások és a kártevőirtás területén alkalmazott innovációk célja, hogy hatékonyabb megközelítéseket találjanak az esetleges károk megelőzésére és kezelésére.